# Kisteleki Múzeum
A Kisteleki Múzeum a város központjában a Kiskunmajsa felé vezető mellékút jobb oldalán, egy régi polgári kúria épületében kapott helyet. Elsősorban a várossal és a Dél-Alfölddel kapcsolatos emlékeket, dokumentumokat gyűjti, egy részüket állandó kiállításon mutatja be.

## Az épület története
Kisteleken még az 1980-as évek elején történt kezdeményezés helyi tárgyakból kiállítás szervezésére, de ez csak 'tiszavirág' életű volt, egy év után helyhiány miatt megszűnt. A település paraszti hagyományait és iparos múltját bemutató illetve megőrző múzeumi gyűjtemény kialakítására akkor adódott a legjobb lehetőség amikor 1999-ben a Rákóczi u. 18. sz. alatti önkormányzati tulajdonban levő ház a rendőrség új épületbe költözésével üressé vált.
A ház a 20. század elején épült falusi, polgári kúriaként. A Bertók család tulajdonából átkerült a Belányi családéba, tőlük az 1950-es évek elején elvették (mint kulákoktól) és tanácsi tulajdon lett. Az 1970-es évektől bölcsőde, majd óvoda működött itt, az 1990-es években a Városi Rendőrkapitányság bérelte az épületet.
Az épületben rejlő lehetőségeket a Kisteleki Városvédő és Szépítő Egyesület ismerte föl, majd kérte az Önkormányzat együttműködését. Az épület felújításával és átalakításával párhuzamosan megkezdődött a tárgyak gyűjtése, melynek köszönhetően 2002 augusztusában megnyithatta kapuit az intézmény.

## A gyűjtemény anyaga
A gyűjtemény anyagát - mely elsősorban néprajzi jellegű - Kistelekről és a környező településekről (Balástya, Ópusztaszer, Csengele) gyűjtötték össze. Az anyag nagyobb részben tárgyakat, kisebb részben iratokat és fotókat foglal magába. A gyűjtemény értékes része Tápai Antal szobrászművész hagyatéka, amit a művész leányai ajánlottak fel a Múzeum számára.
2002 augusztusában két állandó kiállítás nyílt, az egyik a 'Tápai Antal Emlékkiállítás', a másik a 'Pillanatképek Kistelek Múltjából' címet viselő helytörténeti kiállítás. A Tápai szobrok két helyiségben, a helytörténeti-néprajzi anyag négy helyiségben van elhelyezve.
1. helyiség:
- A megtelepedés 1776
- Az egyház
- Az 1848/49-es szabadságharc emlékei
- Kistelek 1917-es fejlesztési terve
- A kisteleki vasútállomás
- A Tűzoltó Egyesület

2. helyiség:
- Iskolatörténet
- A gyógyszertárak
- A posta
- A szolgabírói hivatal
- Az I. és II. világháború
- Ipartörténet

3. helyiség:
- Helyi iparosok és kereskedők
- A Pigniczki kovácsműhely részlete
- Cipészműhely (részlet)
- Kereskedés kirakat (imitáció)
- 'Élet a házban' (konyha részlet)
- A kenderföldolgozás bemutatása

4. helyiség:
- A tisztaszoba

## Tervek, lehetőségek
A jelenlegi állandó kiállítás 1776-tól 1945-ig mutatja be Kistelek történetét. 2003 tavaszától két újabb kiállítás nyílik meg, az egyik egy régészeti kiállítás, mely a Kisteleken és környékén feltárt, illetve terepbejárás során gyűjtött leleteket mutatja be. Ehhez a szegedi Móra Ferenc Múzeum segítségére is szükség volt. A tervek között szerepelt továbbá Kistelek 1945-1989 közötti történetének bemutatása is.
Hosszú távú tervek között szerepel, a múzeum 'élő múzeummá' alakítása a népi mesterségek felelevenítésével. Az ehhez szükséges feltételek lényegében adottak, mivel a településen van rongyszőnyegszövő, csuhé- és szalmafonó, mézeskalács készítő, fazekas, szíjgyártó.

## Külső hivatkozás
- Az önkormányzat honlapja